# 薩德基 (盧甘斯克州)
49°18′27″N 39°14′57″E / 49.30750°N 39.24917°E
薩德基（羅馬化：Sadky）是位於烏克蘭東部盧甘斯克州舊比利斯克區奇米里夫卡市鎮的村莊。該村始建於1909年，面積0.53平方公里，海拔高度182米，2001年人口302，人口密度每平方公里574.1人。